# 16625 Kunitsugu
16625 Kunitsugu è un asteroide della fascia principale. Scoperto nel 1993, presenta un'orbita caratterizzata da un semiasse maggiore pari a 2,1495521 UA e da un'eccentricità di 0,0833683, inclinata di 3,13659° rispetto all'eclittica.